# Croatina
Le croatina est un cépage italien de raisins noirs.

## Origine et répartition géographique
Le cépage Croatina  provient du nord de l'Italie. Il est connu depuis le IXe siècle.
Il est classé cépage d'appoint en DOC Bramaterra, Cisterna d'Asti, Colline Novaresi, Coste della Sesia, Oltrepò pavese, San Colombano al Lambro, Colli di Parma, Colli di Scandiano e di Canossa, Colli Piacentini, Barbacarlo.
.
Il est classé recommandé en province de Novare et province de Verceil dans la région Piémont; en province de Bergame, province de Brescia, province de Côme, province de Milan et province de Pavie dans la région Lombardie; en province de Parme et province de Plaisance dans la région Émilie-Romagne. En 1998, sa culture couvrait une superficie de 4 480 ha.

## Caractères ampélographiques
- Extrémité du jeune rameau légèrement cotonneux, blanc verdâtre.
- Jeunes feuilles aranéeux à plages bronzées.
- Feuilles adultes, 3 à 5 lobes avec des sinus supérieurs assez  profonds, un sinus pétiolaire en V ouvert, des dents ogivales moyennes,  un limbe légèrement pubescent.

## Aptitudes culturales
La maturité est de troisième époque tardive: 35 jours après le chasselas. 

## Potentiel technologique
Les grappes sont grandes et les baies sont de taille moyenne. La grappe est cylindro-conique. Le cépage est de très bonne vigueur et d'une fertilité bonne. Il est sensible aux gelèes d'hiver.
Il donne des vins rouges secs et tanniques qui peuvent vieillir quelques années.

## Synonymes
Le croatina est connu sous les noms de : bonarda di Rovescala, corvina, croata, croatino, croatta, croattina, crovalino, crovattina, crovettina, hrvatica, karbonera, nebbiolo di Gattinara,  uga del zio, neretto, uva Vermiglia, 